# Peter Jensen (maratonløber)
 For alternative betydninger, se Peter Jensen. (Se også artikler, som begynder med Peter Jensen)
Peter Jensen (født 27. december 1969 i Gladsaxe) er en dansk ultra- og maratonløber og eventyrer.
Peter Jensen er den første dansker, der har gennemført et maraton på alle verdens 7 kontinenter, hvilket inkluderer et maraton på Antarktis (fastlandet) i 2009. Desuden har han også som den første dansker kunne indskrive sig i Marathon Grand Slam Club, efter at han i april 2012 gennemførte North Pole Marathon.
Peter Jensen blev i 2007 optaget som medlem nr. 409 i De Berejstes Klub.